# Askania Media Filmproduktion
Die Askania Media Filmproduktion GmbH (Eigenschreibweise: ASKANIA MEDIA) war eine deutsche Filmproduktionsgesellschaft, die hauptsächlich Fernsehfilme und -serien produzierte.

## Geschichte
Die Askania Media Filmproduktion GmbH wurde 1997 als Tochterunternehmen der Münchner Bavaria Film und der RBB Media gegründet. Martin Hofmann leitete das Unternehmen, das von 1998 bis 2007 mit 480 Folgen die weltweit am längsten laufende fiktionale und mehrfach ausgezeichnete Fernsehkinderserie Schloss Einstein entwickelte und produzierte. Inzwischen wird die Serie in Lizenz in Erfurt hergestellt.
Von 1999 bis 2005 produzierte das Unternehmen im Auftrag des BMK die Verleihungsveranstaltungen und die Fernsehgalas des Deutschen Filmpreises Lola ebenso wie des Deutschen Kurzfilmpreises.
Seit 2001 wurden zahlreiche erfolgreiche Fernsehfilme und -spiele wie Die Farben der Liebe, Das Glück ist eine Katze, Heiratsschwindler küsst man nicht, Im Spessart sind die Geister los, Die Mongolettes – wir wollen rocken u. v. m. sowohl für öffentlich-rechtliche wie private Fernsehsender produziert. Ab 2003 entstanden in Kooperation mit Pimento auch non-fiktionale Programme wie Djangos Reise – Asyl bei den Türken, Schlau mal und Isabell Allende. 
2003 wurde eine Zusammenarbeit mit der Pimento Filmproduktions GmbH vereinbart. Unter dem Namen Pimento Medienproduktion GmbH wurden Reportagen und Dokumentationen erstellt. Diese Formate wurden von Pimento redaktionell betreut und von der Askania produziert.
Seit 2006 wurden Fernsehfilme der Krimireihe Tatort für den RBB und SR und seit 2008 jährlich Beiträge für die ARD-Märchenreihe Sechs auf einen Streich hergestellt, wie Tischlein Deck Dich, Rumpelstilzchen, Des Kaisers neue Kleider, Aschenputtel, Hänsel und Gretel.
Im Jahr 2007 waren Mirko Schulze und Martin Hofmann in der Programmgeschäftsführung tätig. 2010/11 produzierte das Unternehmen die ersten beiden Staffeln der mittlerweile mehrfach national wie international preisgekrönten ersten deutschen Echtzeitserie Allein gegen die Zeit. Seit 2012 werden die ersten 16 Folgen des Berliner Beitrags Hauptstadtrevier für die ARD-Vorabendreihe Heiter bis tödlich produziert.
Die Unternehmenstätigkeit wurde im ersten Halbjahr 2016 aus wirtschaftlichen und strukturellen Gründen eingestellt. Im Zuge der Abwicklung hat die Bavaria Film den zehnprozentigen Geschäftsanteil der RBB Media übernommen.